# Jorge Aparicio
Jorge Eduardo Aparicio Grijalva (n. Ciudad de Guatemala, Guatemala, Guatemala, 21 de noviembre de 1992) es un futbolista guatemalteco que juega en el Club Social y Deportivo Xelajú Mario Camposeco donde se desempeña como mediocampista de contención.

## Comunicaciones
Jorge Aparicio creció como jugador en las divisiones inferiores de Comunicaciones FC de Guatemala para luego entrar en los planes del equipo mayor. Desde muy joven demostró que podía estar en el primer equipo de los cremas, sin embargo su debut en Liga Nacional se hizo esperar hasta 2013, cuando Iván Franco Sopegno lo incluyó en un duelo ante Heredia que ganó el equipo crema por 3-0. Luego de eso, Aparicio se apoderó de la titular y fue pieza clave en la obtención del Apertura 2013, marcando el decisivo penal ante el mismo equipo, Heredia.
Durante los siguientes años se quedó en el primer equipo, a pesar de tener ficha de jugador de Cremas B. Solo bajó a jugar al duelo por el ascenso ante América de Salcajá, donde fue pieza clave para conseguir el histórico ascenso a Primera División. Luego de aquello, fue confirmado como jugador del primer mayor. En 2014 consiguió dos títulos de Liga Nacional y en 2015 otro, que significaría el hexacampeonato para los cremas.
En 2016 fue primer capitán de Comunicaciones FC en un duelo de Liga Nacional ante Xelajú MC.

## NK Slaven Belupo
El 28 de junio de 2018 se da a conocer su fichaje por el NK Slaven Belupo equipo de la Prva HNL. La aventura de Aparicio en Europa no tuvo el final que esperaba, ya que el NK Slaven Belupo sufrió un cambio de entrenador. El nuevo estratega lo dejó relegado al banquillo, por lo que el guatemalteco decidió regresar a jugar a Guatemala, con el CD Guastatoya, equipo que jugaría la Liga Campeones de Concacaf por primera vez en su historia. En Croacia utilizó el dorsal 8.

## Guastatoya
El 21 de diciembre de 2018 después de la salida de Jorge con el equipo croata NK Slaven Belupo se anuncia por medio de las redes oficiales del Deportivo Guastatoya que el mediocampista de contención es el nuevo refuerzo del Deportivo Guastatoya con el fin de reforzarse de cara al Clausura 2019 y a la Liga de Campeones de la Concacaf 2019. En enero de 2019 debuta con la camisola del pecho amarillo, en la derrota 0-3 ante Antigua GFC en El Progreso. En Guastatoya usó la camisa número 66 en un par de partidos y luego retomó la 25 tradicional.

## Selección nacional

### Participaciones en Copa Oro
| Copa          | Sede                    | Resultado      |
| ------------- | ----------------------- | -------------- |
| Copa Oro 2015 | Estados Unidos · Canadá | Fase de grupos |

## Clubes
| Club                       | País      | Año        |
| -------------------------- | --------- | ---------- |
| Comunicaciones Fútbol Club | Guatemala | 2014-2018  |
| NK Slaven                  | Croacia   | 2018       |
| Guastatoya                 | Guatemala | 2019       |
| Comunicaciones Fútbol Club | Guatemala | 2020-2024. |
| Xelajú                     | Guatemala | 2024-Act.  |

## Palmarés

### Campeonatos nacionales
| Título                     | Club           | País      | Año  |
| -------------------------- | -------------- | --------- | ---- |
| Liga Nacional de Guatemala | Comunicaciones | Guatemala | 2014 |
| Liga Nacional de Guatemala | Comunicaciones | Guatemala | 2014 |
| Liga Nacional de Guatemala | Comunicaciones | Guatemala | 2015 |
| Liga Nacional de Guatemala | Comunicaciones | Guatemala | 2015 |
| Copa Campeón de Campeones  | C.D Guastatoya | Guatemala | 2019 |
| Liga Nacional de Guatemala | Comunicaciones | Guatemala | 2022 |
| Liga Nacional de Guatemala | Comunicaciones | Guatemala | 2023 |
| Liga Nacional de Guatemala | Xelaju MC      | Guatemala | 2024 |

### Campeonatos internacionales
| Título        | Club           | País      | Año  |
| ------------- | -------------- | --------- | ---- |
| Liga Concacaf | Comunicaciones | Guatemala | 2021 |